# John Randolph Bray

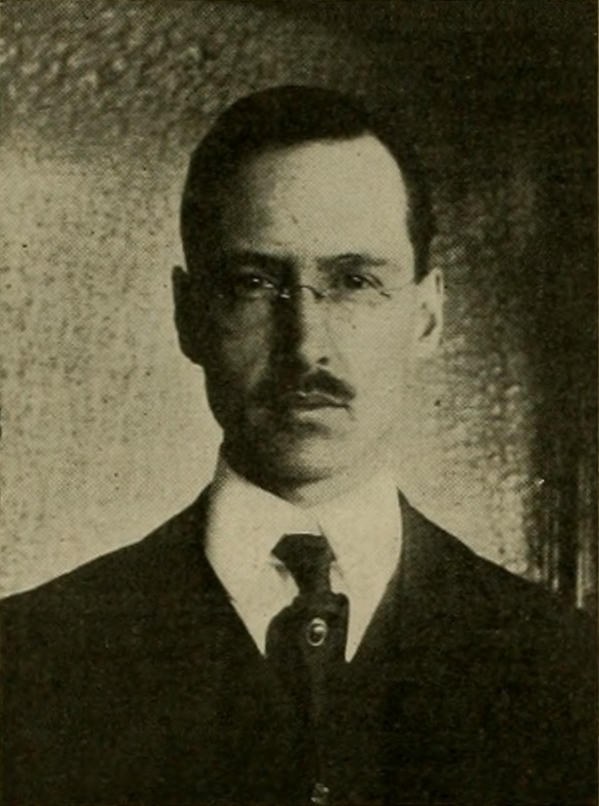
John Randolph Bray, 1915

John Randolph Bray (* 25. August 1879 in Addison, Michigan; † 10. Oktober 1978 in Bridgeport, Connecticut) war ein US-amerikanischer Produzent, Regisseur und Drehbuchautor von Zeichentrickfilmen. Bray gilt als einer der Wegbereiter des Genres. Brays Firma J.R. Bray Studios stellte zwischen 1913 und 1937 über 500 Filme her, meist Animationen, darunter der erste Zeichentrickfilm in Farbe, The Debut of Thomas Katt (1920), und Dokumentar-Kurzfilme über exotische Gegenden und Tiere.

## Leben

### Der Comiczeichner
Bray wuchs in einer Kleinstadt als Sohn eines Pfarrers heran. Er begann 1895 ein Studium, brach es aber schon nach einem Jahr ab. Er begann für verschiedene Zeitschriften zu schreiben und arbeitete ab 1901 als Reporter für die Detroit Evening News. 1903 zog er nach New York und wurde Cartoonist beim Brooklyn Daily Eagle. Der ehrgeizige Bray begann bald damit, seine Zeichnungen auch anderen Zeitschriften anzubieten. Sein Durchbruch kam 1906, als das Magazin Judge seinen Comic Little Johnny and His Teddy Bears drei Jahre lang abdruckte. Auch in Life und Harper’s Bazaar konnte Bray seine Cartoons unterbringen.
Bray war nun finanziell abgesichert, er konnte es sich leisten eine Farm in Highland Falls zu kaufen, auf der von nun an lebte. Anfang der 1910er Jahre jedoch begann der Erfolg seiner Comics allmählich nachzulassen, was auch daran lag, dass Bray immer mehr Zeit mit der Arbeit an dem neuen Medium Zeichentrickfilm verbrachte. Seine Experimente mit Animation machten ihm klar, dass die Methoden zur Herstellung von Zeichentrickfilmen verbessert werden mussten, sollte diese Art von Film nicht nur amüsant, sondern auch lukrativ sein.

### Der Zeichentrickfilmer
1913 schuf Bray seinen ersten Zeichentrickfilm (The Artist’s Dream) für Pathé. Sein Vertrag verlangte sechs weitere Filme in sechs Monaten von ihm, was unmöglich schien, hatte Bray doch für die Herstellung seines ersten Films bereits ein halbes Jahr gebraucht. Die Lösung für die zeitraubende Aufgabe den Hintergrund jeder Szene immer wieder neu zu zeichnen, fand Bray in der Verwendung gedruckter Hintergründe mit Leerstellen für handelnde und sich bewegende Charaktere. So minimierte er die Zeit und die Anzahl von Mitarbeitern für die Herstellung eines Films drastisch. Bray ließ sich diese neue Methode patentieren (US-Patent Nr. 1.107.193).
Um die Filme für Pathé herzustellen, ließ Bray ein Zeichnerteam die ganze Woche in Highland Falls arbeiten, dennoch benötigte das Team wieder sechs Monate für den nächsten Film Colonel Heeza Liar’s African Hunt (1914). Dieser erste Film kam im Januar heraus, der nächste schon im März, dann die nächsten Filme in den Monaten April, Mai und August. Nun zeigte sich der Erfolg der neuen Methode. Zugleich rationalisierte Bray die Arbeit, indem nicht mehr jeder Mitarbeiter alle Produktionsschritte (Herstellen von Hintergründen, Zeichnen, Ausmalen etc.) erledigte, sondern spezialisierte Mitarbeiter sich jeweils einem einzigen Arbeitsschritt widmeten und so einander zuarbeiteten. Die Firma konnte nun Filme im Wochentakt herstellen.

### Der Filmproduzent
Ende 1914 gründete Bray die Firma J.R. Bray Studios mit Sitz in New York. Entscheidend für Brays Erfolg war neben den neuen Methoden auch, dass er ein Auge für talentierte Filmemacher und Zeichner hatte. Wie Walt Disney nach ihm band er fast alle vielversprechenden Regisseure, Autoren und Zeichner seiner Zeit fest an sich. Für Bray arbeiteten schließlich unter anderem Wallace A. Carlson, Roland Crandall, Thomas A. Dorgan, Dave Fleischer, Max Fleischer, Clyde Geronimi, David Hand, George Herriman, Earl Hurd, Gregory La Cava, Walter Lantz, Ashley Miller, Frank Moser, Joe Rock, Pat Sullivan, Paul Terry und Vernon Stallings. Die Firma stellte nicht nur lustige Cartoons her, sondern sicherte sich lukrative Verträge mit dem Verteidigungsministerium zur Produktion von Trainingsfilmen für Soldaten.
Eine weitere Innovation brachte den endgültigen Durchbruch für Bray: Sein Zeichner Earl Hurd bekam 1914 das Patent für den Gebrauch durchsichtiger Zelluloid-Folien, auf die die handelnden Charaktere gezeichnet wurden und die auf den unverändert gelassenen Hintergrund gelegt wurden. Um von Hurds Erfindung zu profitieren und in ihm keinen potentiellen Konkurrenten zu bekommen, machte Bray Hurd zu seinem Partner. Sie gründeten die Bray-Hurd Processing Company und errichteten so ein Quasi-Monopol auf die Herstellung von Zeichentrickfilmen: Jeder, der Trickfilme kostengünstig herstellen wollte, musste entweder für Bray arbeiten oder ihm Tantiemen für die Benutzung der Folien-Methode zahlen (Bray setzte seine Rechte mit langen juristischen Auseinandersetzungen durch). Das Patent bestand bis 1932, dann erst wurde die Methode Gemeineigentum.
Um sich in der Zeichentrickbranche durchzusetzen, schreckte Bray auch vor zweifelhaften Methoden nicht zurück. So besuchte er Winsor McCay während der Entstehung von Gertie the Dinosaur (1914). Er behauptete, er sei ein Journalist, der einen Artikel über Zeichentrickfilm schreibe, und ließ sich McCays Methoden erklären, nur um diese Patente unter seinem eigenen Namen anzumelden und Gertie the Dinosaur 1915 nachzudrehen. Als sich McCay wehrte, verklagte Bray ihn. Im anschließenden Rechtsstreit siegte jedoch McCay und erhielt Tantiemen von Bray.

### Brays schwindende Macht
Bereits 1920 hatte Bray einen Teil seiner Macht eingebüßt, als sich Samuel Goldwyn die Aktienmehrheit an den J.R. Bray Studios sicherte. Zugleich wurde über die Jahre deutlich, dass Bray weniger Künstler als Geschäftsmann war. Er musste sich sehr auf die Kreativität seiner Mitarbeiter verlassen, die nach und nach, nach Unabhängigkeit und neuen künstlerischen Anregungen strebend, seine Firma verließen, oft um für Disney zu arbeiten. „Er hatte nicht Disneys angeborenen Sinn für das Geschichtenerzählen [...] und wusste einfach nicht, was wirklich Erfolg brachte.“ Ein Beispiel für Brays geschäftliche Fehlentscheidungen war, dass Bray die Idee Farbfilm für Zeichentrickfilme zu verwenden als nicht lukrativ verwarf.
1927 schloss Bray seine Studios und zog sich völlig vom Zeichentrickgewerbe zurück. Ein Jahr später sollte sich die Filmindustrie mit dem Beginn der Tonfilmära in neue Richtungen entwickeln, die Bray nicht vorhergesehen hatte. Brays noch verbliebener Einfluss schwand vollends, als 1932 seine Patente ausliefen. Er blieb jedoch weiterhin aktiv im Filmgeschäft, wobei sich sein Fokus nurmehr auf Tier-Dokumentationen richtete. Erst 1963 trat Bray als Präsident seiner Firma zurück, blieb aber Aufsichtsratsvorsitzender. Er starb im Oktober 1978, nur einige Monate vor seinem 100. Geburtstag.